# Phong trào Hát cho đồng bào tôi nghe
Hát cho đồng bào tôi nghe hay Hát cho đồng bào tôi nghe và nghe đồng bào tôi cùng hát là 1 phong trào đấu tranh đòi hòa bình trong Chiến tranh Việt Nam dưới hình thức văn nghệ, âm nhạc, thơ ca, nằm trong phong trào đấu tranh đô thị (đặc biệt ở Sài Gòn) trên trận tuyến văn hóa, tư tưởng, được tổ chức bởi Tổng hội Sinh viên Sài Gòn với sự lãnh đạo của Mặt trận Giải phóng miền Nam và Trung ương cục miền Nam. Về chính trị, phong trào này vận động người dân đấu tranh đòi chấm dứt chiến tranh, phản đối Mỹ leo thang chiến tranh, đòi lật đổ chính quyền Nguyễn Văn Thiệu, đòi Hoa Kỳ phải rút hết quân đội ra khỏi miền Nam Việt Nam. Về văn hóa, phong trào này tự cho là "cổ vũ tinh thần yêu nước", "chống văn hóa đồi trụy, lai căng" và "các khuynh hướng văn nghệ phi dân tộc" . Phong trào này thường bị gọi nhầm thành phong trào "Hát cho dân tôi nghe" trên sách báo Sài Gòn trước 1975 và hải ngoại sau này, bởi một trong những nhạc phẩm tiêu biểu của phong trào là bài Hát cho dân tôi nghe của nhạc sĩ Tôn Thất Lập.

## Sơ lược
Hát cho đồng bào tôi nghe ban đầu là 1 phong trào tự phát, rồi sau có tổ chức dưới sự lãnh đạo của Mặt trận Dân tộc Giải phóng miền Nam Việt Nam, với mục đích chính là góp phần tranh đấu vì sự chiến thắng của Mặt trận. Đầu tiên, Mặt trận Dân tộc Giải phóng miền Nam Việt Nam thành lập Hội Văn nghệ giải phóng miền Nam vào năm 1961 do nghệ sĩ Trần Hữu Trang làm chủ tịch. Sau đó lần lượt Đoàn văn công Giải phóng, Đoàn văn công Tây Nguyên được thành lập nhưng chủ yếu hoạt động trong những vùng do Mặt Trận kiểm soát. Trong thời gian đó, phong trào đấu tranh bằng văn nghệ trong vùng do Mỹ và Việt Nam Cộng hòa kiểm soát còn hạn chế, mang tính chất tự phát, riêng lẻ. 2 tập thơ "Tiếng hát những người đi tới" tập 1 xuất bản ngày 17/6/1967 và tập 2 là kịch thơ lịch sử "Tiếng gọi Lam Sơn" của Trần Quang Long, xuất bản ngày 15/10/1967 là những tác phẩm đầu tay, mang hơi thở tới cho phong trào, thể hiện rõ nét nội dung đấu tranh, yêu nước, đòi hòa bình, chống Mỹ và hoạt động cách mạng. Trong mấy năm đầu, nòng cốt của phong trào là Đoàn văn nghệ Sinh viên - Học sinh Sài Gòn, thuộc Tổng hội Sinh viên Sài Gòn.
Năm 1966, Đoàn Văn nghệ Sinh viên - Học sinh thuộc Tổng hội Sinh viên Sài Gòn đã được thành lập do sinh viên y khoa Trương Thìn làm trưởng đoàn và đã phổ biến những tập ca khúc phản chiến như Hát từ đồng hoang của nhạc sĩ Miên Đức Thắng .
Năm 1968, với cương vị Trưởng đoàn Văn nghệ Sinh viên - Học sinh Sài Gòn, chủ tịch Hội Sinh viên sáng tác - Tổng hội Sinh viên Sài Gòn, nhạc sĩ Tôn Thất Lập đã cùng với các nhạc sĩ sinh viên Trương Quốc Khánh, Trần Long Ẩn, Nguyễn Văn Sanh, La Hữu Vang, Nguyễn Tuấn Kiệt, Nguyễn Nam, Nguyễn Phú Yên,... thực hiện phong trào Hát cho đồng bào tôi nghe thông qua các hoạt động tiêu biểu là văn nghệ trong "Hội Tết Quang Trung Sài Gòn". "Đêm nhạc Tôn Thất Lập" ở Đại học Dược khoa Sài Gòn (1967) do tạp chí Đất Mới của sinh viên Luật khoa Sài Gòn tổ chức và tại Đại học Khoa học Huế, "Đêm thơ nhạc" ở Đại học Sư phạm Huế vào tháng 12/1967. Góp phần đấu tranh chống lại các khuynh hướng văn nghệ phi dân tộc lúc bấy giờ; góp phần hiệp đồng với mặt trận đấu tranh đô thị, hội thảo, xuống đường, các chiến dịch đốt xe Mỹ.
Trong "đêm văn nghệ vì hoà bình" tổ chức tại Trường Đại học Nông Lâm Súc Sài Gòn tối 27/12/1969 đã chính thức ra mắt tên gọi phong trào Hát cho đồng bào tôi nghe.

## Diễn biến
Phong trào Hát cho đồng bào tôi nghe đã phát triển và lan rộng ra các đô thị khác như Huế, Đà Nẵng, Cần Thơ, An Giang, Quy Nhơn, Đà Lạt,... Thập niên 1970, tiếng hát tranh đấu tiếp tục vang lên tại giảng đường đại học Sư phạm, đại học Khoa học Huế, Hội quán Thanh Niên Phan Thiết (1972) và còn vượt ra ngoài phạm vi Việt Nam, khơi dậy lòng yêu nước của những Việt kiều và lôi cuốn những thanh niên trí thức ở các nước như Pháp, Tây Đức, Canada, Nhật, Bỉ, Úc, và ngay cả nước Mỹ.
Phong trào này thường phối hợp hành động với các cuộc hội thảo, xuống đường, biểu tình, tuyệt thực, tự thiêu, những "đêm không ngủ", các chiến dịch đốt xe tăng Mỹ. Liên tục tấn công vào Mỹ và Việt Nam Cộng hòa, trở thành ngòi pháo của các giới đồng bào và tuổi trẻ Việt Nam, góp phần làm nên chiến thắng năm 1975 .
Hoa Kỳ và Việt Nam Cộng hòa dùng súng, lựu đạn cay đàn áp phong trào rất quyết liệt. Những cán bộ, đảng viên, lãnh đạo ưu tú của phong trào thường đối mặt với tù tội, tra tấn, các cực hình, và nguy cơ bị thủ tiêu, ám hại, tử hình.
"Đêm Giáng sinh 1969" cũng là đêm diễn lịch sử của phong trào "Hát cho đồng bào tôi nghe" được tổ chức tại giảng đường trung tâm quốc gia nông nghiệp. Cảnh sát Việt Nam Cộng hòa phong tỏa chặt các ngả đường, nhưng có hơn 1.000 sinh viên và đồng bào vào được nơi trình diễn. Sau đêm hát, toàn ban chấp hành Tổng Hội sinh viên đều bị bắt. Nhưng rồi hàng loạt cuộc biểu tình bạo lực nổ ra quy mô lớn khiến chính quyền Việt Nam Cộng hòa phải thả họ ra.
Trong các cuộc xuống đường, sinh viên đã hát vang các bài: "Chúng ta đã đứng dậy", "Dậy mà đi (phổ thơ Tố Hữu)", "Tổ quốc ơi ta đã nghe", "Hát trong làn khói đạn",... các nhạc sĩ sinh viên như Nguyễn Văn Sanh, Tôn Thất Lập cũng xuống đường nhưng được bố trí đi giữa hoặc cuối đoàn biểu tình vì lý do an toàn.
Ngày 13/4/1970, Đại hội sinh viên liên viện: Huế, Đà Lạt, Sài Gòn, Cần Thơ, Vạn Hạnh do Hội đồng liên khoa Vạn Hạnh tổ chức đã họp tại Sài Gòn và Tổng hội Sinh viên Sài Gòn đã xuất bản tập nhạc "Hát cho đồng bào tôi nghe" (tức Chúng ta đã đứng dậy - tập 1) với lời tựa của ông Huỳnh Tấn Mẫm, gồm 32 bài hát của các nhạc sĩ sinh viên như: Tôn Thất Lập, Nguyễn Văn Sanh, Nguyễn Tuấn Kiệt, Trương Quốc Khánh. Chỉ trong vòng 5 ngày, 2.000 tập bài hát đã bán hết ở hải ngoại như: Pháp, Tây Đức, tập nhạc được sinh viên in lại và phổ biến.
Phần nhạc viết về phong trào Hát cho đồng bào tôi nghe ra mắt từ cuối năm 1969 tại Sài Gòn, sau đó lan rộng ra Huế, Đà Nẵng, Cần Thơ, An Giang, Quy Nhơn, Đà Lạt, Phan Thiết..., với một số tác giả như: Tôn Thất Lập, Nguyễn Văn Sanh, Trương Quốc Khánh, Nguyễn Phú Yên, La Hữu Vang, Nguyễn Tuấn Kiệt, Nguyễn Nam, Miên Đức Thắng, Vũ Đức Sao Biển, Xuân An, Hải Hà và các tác giả khác.

## Nhạc tính và nội dung
Những bài hát cách mạng sáng tác cho phong trào này trong vùng kiểm soát của Hoa Kỳ và Việt Nam Cộng hòa không bộc lộ quá lộ liễu quan điểm chính trị, không dùng ca từ quá mạnh như nhạc cách mạng ở miền Bắc Việt Nam và các vùng do Mặt trận Dân tộc Giải phóng miền Nam Việt Nam kiểm soát, chỉ mang nội dung phản chiến và ám chỉ xa gần, chung chung, để hạn chế bị đàn áp, bắt giữ. Phong trào đã làm nên 1 dòng nhạc đặc biệt trong tân nhạc Việt Nam với hàng trăm ca khúc. Đó là 1 tài sản âm nhạc quý giá cả về tư tưởng lẫn chuyên môn nghệ thuật. Có những ca khúc đã đạt đến mẫu mực về hành khúc, với 3 đoạn rõ ràng. Có những ca khúc giai điệu vô cùng đẹp, có thể hát đơn ca, song ca, hợp xướng đều được.

## Các nhạc sĩ và nhà thơ tiêu biểu

### Nhạc sĩ
- Tôn Thất Lập
- Trần Long Ẩn
- La Hữu Vang
- Nguyễn Phú Yên
- Trương Quốc Khánh
- Nguyễn Nam
- Nguyễn Văn Sanh
- Trần Xuân Tiến
- Miên Đức Thắng

Tôn Thất Lập và Trần Long Ẩn là 2 nhạc sĩ của phong trào này được Nhà nước Việt Nam trao tặng Huân chương Lao động hạng hai.

### Nhà thơ
- Lê Văn Ngăn
- Lê Gành
- Trần Vàng Sao
- Trần Phá Nhạc
- Đông Trình
- Đoàn Khắc Xuyên
- Hoàng Nghĩa

## Các nhạc phẩm tiêu biểu
- Hát cho dân tôi nghe (Tôn Thất Lập)
- Dậy mà đi (Nhạc: Nguyễn Xuân Tân (bút hiệu, nghệ danh khác của nhạc sĩ Tôn Thất Lập), thơ: Tố Hữu)
- Tự nguyện (Trương Quốc Khánh)
- Đồng lúa reo (Tôn Thất Lập)
- Người mẹ Bàn Cờ (Nhạc: Trần Long Ẩn, thơ: Nguyễn Kim Ngân)
- Trên dòng sông lịch sử (Nguyễn Nam)
- Thuyền em đi trong đêm (Nguyễn Phú Yên)
- Không ai ngăn nổi lời ca (La Hữu Vang)
- Tổ quốc ơi đã ta nghe (La Hữu Vang)
- Chim hòa bình
- Tin tưởng ca
- Quê hương ta ngày chiến thắng
- Khi đất nước thanh bình
- Ta đã thấy gì trong đêm nay (Trịnh Công Sơn)
- Hát trong tù
- Những ngày hội đấu tranh
- Từ sông Hương nhớ tới sông Hồng
- Sức mạnh nhân dân
- Lời ca cho người đi giữ quê hương
- Hát trên đường tranh đấu
- Tình nghĩa Bắc Nam (Nguyễn Văn Sanh)

## Nhận định
Phong trào Hát cho đồng bào tôi nghe từ nghiệp dư đến chuyên nghiệp đã để lại 1 di sản ca khúc không nhỏ, góp phần trong việc tập hợp thanh niên, học sinh, sinh viên tham gia phong trào đấu tranh tại các đô thị miền Nam Việt Nam trong những năm chiến tranh.
Phong trào Hát cho đồng bào tôi nghe đã làm nên 1 dòng nhạc đặc biệt trong âm nhạc nước nhà với hàng trăm ca khúc. Nếu tách hẳn chúng khỏi bối cảnh xã hội thời bấy giờ, tách hẳn những tác động của nó trong khí thế đấu tranh, bây giờ cần đánh giá lại để thấy rằng, đó là 1 tài sản âm nhạc vô cùng quý giá cả về tư tưởng lẫn chuyên môn nghệ thuật. Mặc dù ra đời từ nhu cầu thúc ép của đời sống tức thì khi đó, nhưng trải qua thời gian, những ca khúc này vẫn có chỗ đứng riêng của nó trong đời sống âm nhạc.

## Ảnh hưởng của phong trào ngày nay
Những bài hát từ phong trào ngày nay vẫn còn rất phổ thông với giới trẻ, mà không chịu khuất phục bạo lực, coi đó là "dầu vào lửa, ngọn lửa của sự phẫn nộ và ý chí đấu tranh."